# عملية شتاء 94
عملية شتاء 94 كانت هجوما عسكريا مشتركا بين الجيش الكرواتي ومجلس الدفاع الكرواتي في جنوب غرب البوسنة والهرسك بين 29 نوفمبر و 24 ديسمبر 1994. شكلت العملية جزءا من حرب الاستقلال الكرواتية وحرب البوسنة والهرسك التي دارت بين البوسنة والهرسك وكرواتيا ودولتين شبه معترف بهما أعلنهما صرب كرواتيا وصرب البوسنة والهرسك. تم دعم كلا الدولتين من قبل جيش يوغوسلافيا الشعبي وصربيا. انسحب جيش يوغوسلافيا الشعبي في عام 1992 لكنه نقل الكثير من معداتها إلى قوات صرب البوسنة والهرسك وصرب كرواتيا أثناء انسحابه.
كانت عملية شتاء 94 هي الأولى في سلسلة من التقدمات الناجحة التي حققها الجيش الكرواتي ومجلس الدفاع الكرواتي في أو بالقرب من ليفانيسكو بولي وهو وادي ممدود مسطح القاع محاط بالتلال. سيطر على المنطقة رسميا مجلس الدفاع الكرواتي لكن الجيش الكرواتي ساهم بقوة كبيرة بما في ذلك الضباط القادة. كانت الهجمات تهدف في المقام الأول إلى إبعاد جيش جمهورية صرب البوسنة عن مدينة بيهاتش المحاصرة. كان الهدف الثانوي يهدد طريق الإمداد المباشر الوحيد بين درفار في جمهورية صرب البوسنة التابعة لصرب البوسنة والهرسك وكنين عاصمة جمهورية كرايينا الصربية التابعة لصرب كرواتيا.
دفعت عملية شتاء 94 الخط الأمامي لجيش جمهورية صرب البوسنة إلى الخلف بحوالي 20 كيلومترا (12 ميلا) واستولى على جزء كبير من ليفانيسكو بولي. فشل الهجوم في تحقيق هدفه الأساسي ولكنه وضع القوات الكرواتية على مسافة قريبة من طريق درفار-كنين. تبعت عملية الشتاء 94 عملية القفزة 1 في 7 أبريل 1995 والتي حسنت مواقع الجيش الكرواتي على جبل دينارا على الحافة الجنوبية لليفانيسكو بولي والتي تسيطر على المنطقة المحيطة بعاصمة جمهورية كرايينا الصربية. جددت القوات الكرواتية تقدمها بعملية القفزة 2 بين 4 و 10 يونيو مما سمح لهم بتهديد بوسانسكو غراهوفو مباشرة على طريق درفار-كنين وتأمين ما تبقى من الوادي. اعتبر التقدم الكرواتي حول ليفانيسكو بولي نقطة انطلاق لمزيد من العمل الهجومي على هذه الجبهة خلال عملية صيف 95. 

## الخلفية

خريطة جيب بيهاتش:
المناطق في كرواتيا التي تسيطر عليها:
,
المناطق في البوسنة والهرسك التي تسيطر عليها:
,,,
1 – Bihać, 2 – Cazin, 3 – Velika Kladuša, 4 – Bosanska Krupa, 5 – Bosanski Petrovac, 6 – Drvar, 7 – Sanski Most, 8 – Prijedor, 9 – Udbina, 10 – Korenica, 11 – Slunj, 12 – Vojnić, 13 – Glina, 14 – Dvor, 15 – Kostajnica, 16 – Petrinja, 17 – Sisak, 18 – Karlovac, 19 – Ogulin, 20 – Otočac, 21 – Gospić

بعد الهزيمة الانتخابية عام 1990 لحكومة جمهورية كرواتيا الاشتراكية نمت التوترات العرقية. صادر جيش يوغوسلافيا الشعبي أسلحة الدفاع الكرواتي لتقليل المقاومة. في 17 أغسطس تصاعدت التوترات إلى ثورة مفتوحة من قبل صرب كرواتيا تركزت على المناطق ذات الغالبية الصربية من المناطق النائية الدلماسية حول كنين وأجزاء من ليكا وكوردون وبانوفينا وشرق كرواتيا. تبع ذلك محاولتان فاشلتان من قبل صربيا بدعم من مقاطعتي الجبل الأسود وصربيا فويفودينا وكوسوفو للحصول على موافقة الرئاسة اليوغوسلافية على عملية جيش يوغوسلافيا الشعبي لنزع سلاح قوات الأمن الكرواتية في يناير 1991. بعد مناوشات غير دموية بين المتمردين الصرب والشرطة الكرواتية الخاصة في مارس طلب جيش يوغوسلافيا الشعبي بدعم من صربيا وحلفائها الرئاسة الفيدرالية إعلان حالة الطوارئ ومنح جيش يوغوسلافيا الشعبي سلطات الحرب. ورُفض الطلب في 15 مارس وأصبح جيش يوغوسلافيا الشعبي تحت سيطرة الرئيس الصربي سلوبودان ميلوسيفيتش. ميلوسيفيتش الذي كان يفضل حملة لتوسيع صربيا بدلا من الحفاظ على يوغوسلافيا هدد علنا باستبدال جيش يوغوسلافيا الشعبي بجيش صربي وأعلن أنه لم يعد يعترف بسلطة الرئاسة الفيدرالية. بحلول نهاية مارس تصاعد الصراع إلى حرب الاستقلال الكرواتية. تدخل جيش يوغوسلافيا الشعبي ودعم بشكل متزايد متمردي صرب كرواتيا ومنع الشرطة الكرواتية من التدخل. في أوائل أبريل أعلن قادة تمرد صرب كرواتيا عزمهم على دمج المنطقة الواقعة تحت سيطرتهم مع صربيا. اعتبرت حكومة كرواتيا هذا الإعلان محاولة للانفصال.
في مايو ردت الحكومة الكرواتية بتشكيل الحرس الوطني الكرواتي لكن تطوره أعاقه حظر توريد الأسلحة الذي فرضته الأمم المتحدة في سبتمبر. في 8 أكتوبر أعلنت كرواتيا استقلالها عن يوغوسلافيا وبعد شهر تم تغيير اسم الحرس الوطني الكرواتي إلى الجيش الكرواتي. شهد أواخر عام 1991 أعنف قتال في حرب الاستقلال الكرواتية وبلغ ذروته في حصار دوبروفنيك ومعركة فوكوفار. ثم بدأت حملة تطهير عرقي في جمهورية صرب البوسنة وتم طرد معظم غير الصرب. في يناير 1992 تم التوقيع على اتفاقية لتنفيذ خطة السلام التي تفاوض عليها المبعوث الخاص للأمم المتحدة سايرس فانس من قبل كرواتيا و جيش يوغوسلافيا الشعبي والأمم المتحدة. نتيجة لذلك تم نشر قوة الحماية التابعة للأمم المتحدة للحفاظ على وقف إطلاق النار وكان من المقرر أن ينسحب جيش يوغوسلافيا الشعبي إلى البوسنة والهرسك حيث كان من المتوقع حدوث مزيد من الصراع. على الرغم من ترتيبات السلام التي تتطلب انسحابا فوريا لأفراد ومعدات جيش يوغوسلافيا الشعبي من كرواتيا فقد بقي على الأراضي الكرواتية لمدة سبعة إلى ثمانية أشهر. عندما انسحبت قواته في النهاية ترك جيش يوغوسلافيا الشعبي معداته لجيش جمهورية كرايينا الصربية. سمح وقف إطلاق النار في يناير أيضا لجيش يوغوسلافيا الشعبي بالحفاظ على مواقعه في شرق وغرب سلافونيا التي كانت على وشك الانهيار العسكري بعد الهجوم الكرواتي المضاد الذي استعاد 60٪ من الأراضي التي كانت تحت سيطرة جيش يوغوسلافيا الشعبي في غرب سلافونيا بحلول الوقت الذي دخل فيه وقف إطلاق النار حيز التنفيذ. ومع ذلك استمرت صربيا في دعم جمهورية صرب البوسنة. أعاد الجيش الكرواتي مناطق صغيرة حول دوبروفنيك إلى السيطرة الكرواتية وخلال عملية ماسلينيكا استعاد بعض مناطق ليكا وشمال دالماتيا. استمر استهداف المراكز السكانية الكرواتية بشكل متقطع بالمدفعية والصواريخ والغارات الجوية طوال الحرب.
في 9 يناير 1992 تم إعلان دولة صرب البوسنة قبل استفتاء 29 فبراير - 1 مارس على استقلال البوسنة والهرسك والذي تم الاستشهاد به لاحقا كذريعة لحرب البوسنة والهرسك). تم تغيير اسم دولة صرب البوسنة فيما بعد إلى جمهورية صرب البوسنة. عندما انسحب جيش يوغوسلافيا الشعبي من كرواتيا بدأ في التحول إلى جيش جمهورية صرب البوسنة وسلم أسلحته ومعداته و 55000 جندي. اكتملت العملية في مايو عندما أصبح جيش جمهورية صرب البوسنة جيش جمهورية صرب البوسنة. وقد واجه مجلس الدفاع الكرواتي الذي تأسس في أبريل وأعيد تسمية جيش البوسنة والهرسك إلى جيش جمهورية البوسنة والهرسك في مايو. سبق التأسيس الرسمي لهذه القوات أول اشتباكات مسلحة في البلاد حيث أقام صرب البوسنة والهرسك حواجز في سراييفو وأماكن أخرى في 1 مارس وتصاعد الموقف بسرعة. بدأت مدفعية صرب البوسنة والهرسك في قصف بوسانسكي برود بحلول نهاية مارس وقصفت سراييفو لأول مرة في 4 أبريل. بحلول نهاية عام 1992 سيطر جيش جمهورية صرب البوسنة على 70٪ من البوسنة والهرسك بعد حملة واسعة النطاق من الغزو والتطهير العرقي بدعم عسكري ومالي من جمهورية يوغوسلافيا الاتحادية. تطورت حرب البوسنة والهرسك تدريجيا إلى صراع ثلاثي الجوانب. سرعان ما تدهور تحالف جيش جمهورية البوسنة والهرسك ومجلس الدفاع الكرواتي الأولي حيث أصبحت القوات متنافسة للسيطرة على أجزاء من البلاد. تصاعدت التوترات العرقية من مضايقات غير مهمة على ما يبدو في يوليو إلى حرب مفتوحة بين الكروات والبوشناق بحلول أكتوبر 1992. كانت سلطات كروات البوسنة والهرسك المنظمة في إقليم الجمهورية الكرواتية في البوسنة والهرسك عازمة على إلحاق المنطقة بكرواتيا. كان هذا غير متوافق مع تطلعات البوسنيين لدولة موحدة.

## المقدمة
في نوفمبر 1994 دخل حصار بيهاتش مرحلة حرجة حيث اقترب جيش جمهورية صرب البوسنة وجيش جمهورية كرايينا الصربية من الاستيلاء على المدينة من جيش جمهورية البوسنة والهرسك التي يسيطر عليها البوسنيون. اعتبر المجتمع الدولي بيهاتش منطقة إستراتيجية. كان يعتقد أن الاستيلاء عليها من قبل القوات الصربية من شأنه أن يكثف الحرب ويوسع الانقسام بين الولايات المتحدة من جانب وفرنسا والمملكة المتحدة من ناحية أخرى (الدعوة إلى مناهج مختلفة للحفاظ على المنطقة) ويخشى أن تكون بيهاتش ستصبح أسوأ كارثة إنسانية في الحرب. علاوة على ذلك كان حرمان الصرب من بيهاتش أمرا مهما من الناحية الإستراتيجية لكرواتيا. توقع العميد كريسيمير زوزيتش أن يهدد جيش جمهورية صرب البوسنة وجيش جمهورية كرايينا الصربية كارلوفاك وسيساك بمجرد الاستيلاء على بيهاتش بينما يعتقد رئيس الأركان العامة الكرواتية الجنرال يانكو بوبيتكو أن سقوط بيهاتش سيمثل نهاية للجهود الحربية الكرواتية.
بعد الاستراتيجية العسكرية الأمريكية التي أقرها الرئيس بيل كلينتون في فبراير 1993 تم التوقيع على اتفاقية واشنطن في مارس 1994. هذا أنهى الحرب الكرواتية البوسنية وألغى الجمهورية الكرواتية في البوسنة والهرسك أسس اتحاد البوسنة والهرسك وأسسوا تحالف جيش جمهورية البوسنة والهرسك-مجلس الدفاع الكرواتي ضد جيش جمهورية صرب البوسنة. بالإضافة إلى ذلك عقدت سلسلة من الاجتماعات بين المسؤولين الأمريكيين والكرواتيين في زغرب وواشنطن العاصمة. في نوفمبر 1994 أنهت الولايات المتحدة من جانب واحد حظر الأسلحة المفروض على البوسنة والهرسك مما سمح للجيش الكرواتي بتزويد نفسه عبر تدفق شحنات الأسلحة عبر كرواتيا. في اجتماع عقد في 29 نوفمبر 1994 اقترح ممثلو كرواتيا مهاجمة الأراضي التي يسيطر عليها الصرب من ليفنو في البوسنة والهرسك لسحب جزء من القوة التي تحاصر بيهاتش ومنع الاستيلاء عليها من قبل الصرب. ولم يرد المسؤولون الأمريكيون على الاقتراح. أعلن عن عملية شتاء 94 في نفس اليوم وكان من المقرر أن يتم تنفيذها من قبل الجيش الكرواتي ومجلس الدفاع الكرواتي القوات العسكرية الرئيسية لكروات البوسنة والهرسك.
أصبحت عملية شتاء 94 ممكنة بعد أن استولى مجلس الدفاع الكرواتي على كوبريس (شمال ليفانيسكو بولي) في عملية سينكار في 3 نوفمبر 1994 لتأمين الجناح الأيمن للتقدم المخطط شمال غرب ليفنو. تقدم مجلس الدفاع الكرواتي وجيش جمهورية البوسنة والهرسك نحو كوبريس في أول جهد عسكري منسق بينهما منذ اتفاقية واشنطن.

## ترتيب المعركة
نشر الجيش الكرواتي ما يصل إلى 9000 جندي بالتناوب عبر المنطقة خلال عملية شتاء 94 واحتفظ بحوالي 3000-4000 جندي على الأرض في أي وقت وأرسل مجلس الدفاع الكرواتي 2000-3000 جندي إضافي. تتألف القوة المدافعة عن جيش كرايينا الثاني من جيش جمهورية صرب البوسنة من حوالي 3500 جندي منتشرين على طول خط المواجهة البالغ طوله 55 كيلومترا (34 ميلا). كان المدافعون عن صرب البوسنة والهرسك تحت قيادة العقيد راديفوي تومانيتش. كانت القوة المهاجمة تحت سيطرة مجلس الدفاع الكرواتي اسميا بوجود اللواء تيهومير بلاشكيتش في القيادة العامة للهجوم. عينت هيئة الأركان العامة للجيش الكرواتي اللواء أنتي جوتوفينا كقائد لفيلق سبليت والضابط القائد لوحدات الجيش الكرواتي. تم تنظيم القوات الكرواتية في مجموعات عملياتية. كانت مجموعة سيني العملياتية موجودة على الجانب الأيسر (على الأراضي الكرواتية) ومجموعة ليفنو العملياتية في الوسط ومجموعة كوبريس العملياتية على الجانب الأيمن من الهجوم في البوسنة والهرسك. تتألف مجموعة كوبريس العملياتية بشكل أساسي من وحدات مجلس الدفاع الكرواتي بينما كان الجزء الأكبر من مجموعة سيني العملياتية ومجموعة ليفنو العملياتية مكونا من قوات الجيش الكرواتي.
| الفيلق      | الوحدة                                      | الملاحظات   |
| ----------- | ------------------------------------------- | ----------- |
| فيالق سبليت | لواء الحرس الكرواتي الأول                   |             |
| فيالق سبليت | لواء الحرس الرابع                           | العناصر فقط |
| فيالق سبليت | لواء الحرس الخامس                           | العناصر فقط |
| فيالق سبليت | لواء الحرس السابع                           | العناصر فقط |
| فيالق سبليت | لواء المشاة 114                             |             |
| فيالق سبليت | فوج الحرس الوطني السادس                     |             |
| فيالق سبليت | فوج الحرس الوطني السادس والعشرين بعد المائة |             |

| الفيالق            | الوحدة                                                       | الملاحظات                  |
| ------------------ | ------------------------------------------------------------ | -------------------------- |
| فيالق توميسلافغراد | لواء الحرس الاول                                             | في البداية في منطقة كوبريس |
| فيالق توميسلافغراد | مفرزة التخريب 22                                             |                            |
| فيالق توميسلافغراد | فوج الحرس الوطني الثمانون                                    |                            |
| شرطة خاصة          | وحدة ضمن وزارة داخلية الجمهورية الكرواتية في البوسنة والهرسك |                            |

| الفيالق             | الوحدات                   | الملاحظات                           |
| ------------------- | ------------------------- | ----------------------------------- |
| فيلق كرايينا الثاني | لواء المشاة الخفيف الخامس | في منطقة غلاموتش                    |
| فيلق كرايينا الثاني | لواء المشاة الخفيف التاسع | في منطقة بوسانسكو غراهوفو           |
| فيلق كرايينا الثاني | 1 سرية مشاة مستقلة        | وحدة في جيش جمهورية كرايينا الصربية |

## التسلسل الزمني والنتائج

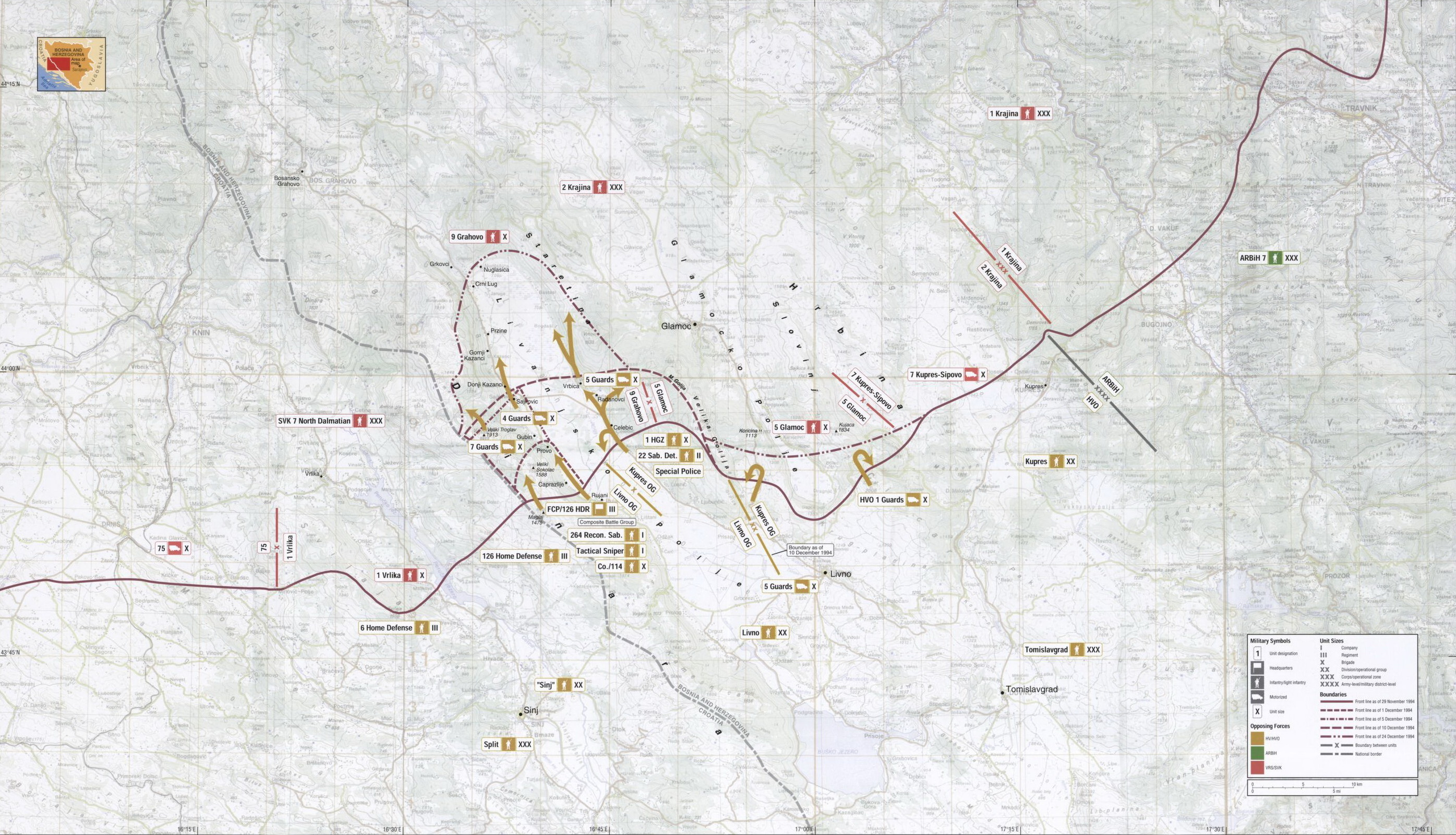
خريطة عملية شتاء 94.

بدأت عملية شتاء 94 في 29 نوفمبر 1994 بثلوج كثيفة ودرجات حرارة تصل إلى -20 درجة مئوية (−4 درجات فهرنهايت). تسلل مائة وثلاثون جنديا من فوج الحرس الوطني 126 التابع للجيش الكرواتي بقيادة العميد أنتي كوترومانوفيتش خلف مواقع جيش جمهورية صرب البوسنة على الجانب الأيسر من خط الجبهة (رئيس التقدم الأولي الشمالي الغربي على طول ليفانيسكو بولي وجبل دينارا مع معظم قوات الجيش الكرواتي بقيادة جوتوفينا ضد لواء المشاة الخفيف التاسع لجيش جمهورية صرب البوسنة. بحلول 3 ديسمبر ارتفع التقدم من 4 إلى 5 كيلومترات (2.5 إلى 3.1 ميل) حول دوني روجاني تلاه استقرار قصير لخط الاتصال المنشأ حديثا.
تم استئناف التقدم في 6 ديسمبر حيث قام لواء الحرس الرابع التابع للجيش الكرواتي وفوج الحرس الوطني 126 بدفع كتيبة المشاة الخفيفة 9 التابعة لجيش جمهورية صرب البوسنة تدريجيا نحو بوسانسكو غراهوفو. في أكثر من أسبوع من التقدم التدريجي اخترقت القوة دفاعات جيش جمهورية صرب البوسنة بمقدار 10 إلى 12 كيلومترا (6.2 إلى 7.5 ميل) في الاتجاه العام لبوسانسكو غراهوفو. حققت وحدات مجلس الدفاع الكرواتي على الجانب الأيمن من الهجوم تقدما طفيفا نحو غلاموتش وواجهت دفاعا حازما لجيش جمهورية صرب البوسنة. بحلول 11 ديسمبر تكبد لواء المشاة الخفيف التاسع بجيش جمهورية صرب البوسنة خسائر كافية لإضعاف معنويات الوحدة مما زاد من تعقيد الوضع في ساحة المعركة لجيش جمهورية صرب البوسنة حيث بدأ السكان المدنيون في مغادرة غلاموتش. أوشك إخلاء المدنيين على الانتهاء بحلول 16 ديسمبر وفي ذلك اليوم تمت إزالة الأشياء الثمينة من الكنائس والأديرة في المنطقة التي يسيطر عليها جيش جمهورية صرب البوسنة بالقرب من خط المواجهة على الرغم من عدم وجود تهديد مباشر لهم. في 23 ديسمبر وصلت القوات الكرواتية إلى كرني لوغ عند الحافة الشمالية الغربية لليفانيسكو بولي مما أجبر لواء المشاة الخفيف التاسع لجيش جمهورية صرب البوسنة على الانسحاب إلى مواقع أكثر دفاعا. في 24 ديسمبر اكتمل انسحاب جيش جمهورية صرب البوسنة وانتهت العملية. ردا على الانتكاسات التي عانوا منها أحضر جيش جمهورية صرب البوسنة لواءين وكتيبتين من فيلق كرايينا الأول وفيلق الهرسك وفيلق شرق البوسنة لتأمين دفاعاته في منطقتي غلاموش وبوسانسكو غراهوفو وتشجيع المدنيين على العودة.
بعد ما يقرب من شهر من القتال تقدمت القوات الكرواتية بحوالي 20 كيلومترا (12 ميلا) واستولت على ما يقرب من 200 كيلومتر مربع (77 ميل مربع) من الأراضي شمال غرب ليفنو. تم دفع جيش جمهورية صرب البوسنة إلى خط يبعد حوالي 19 كيلومترا (12 ميلا) جنوب شرق بوسانسكو غراهوفو. تكبد الجيش الكرواتي ومجلس الدفاع الكرواتي خسائر 29 قتيلا و 19 بجروح خطيرة و 39 إصابة طفيفة. تم أسر ثلاثة جنود من قبل جيش جمهورية صرب البوسنة لكن أطلق سراحهم لاحقا في تبادل أسرى حرب. في تقرير عقب عملية شتاء 94 أبلغ فيلق كرايينا الثاني في جيش جمهورية صرب البوسنة عن نقص خطير في القوى العاملة و 20٪ من الضحايا. بعد العملية انتشر جيش تحرير كوسوفو في منطقة غلاموتش وبوسانسكو غراهوفو لمساعدة جيش جمهورية صرب البوسنة في المناوشات المستمرة ضد القوات الكرواتية في المنطقة. احتفظت القوات الكرواتية بمعظم الأرض التي تمثل منطقة بارزة في شمال غرب ليفنو والتي اكتسبتها خلال هجوم الشتاء. استمر الهدوء في القتال حتى منتصف مارس 1995.

## عمليات المتابعة

### عملية القفزة 1
تم تصميم عملية القفزة 1 لتوسيع المنطقة البارزة والسماح للقوات الكرواتية بالتقدم نحو بوسانسكو غراهوفو. بحلول ربيع عام 1995 مكنت التحولات الصغيرة نسبيا لخط التحكم غرب ليفانيسكو بولي جيش جمهورية صرب البوسنة وجيش جمهورية كرايينا الصربية من تهديد مواقع الجيش الكرواتي على جبال دينارا وستاريتينا. كان جوتوفينا قلقا من أن العنصر البارز الذي أنشأه الجيش الكرواتي ومجلس الدفاع الكرواتي في عملية شتاء 94 كان صغيرا جدا وكان عرضة للهجمات المضادة من قبل جيش جمهورية صرب البوسنة وجيش جمهورية كرايينا الصربية. لإنشاء الشروط المسبقة اللازمة للدفع القادم تقدمت عناصر من لواء الحرس الرابع للجيش الكرواتي وفوج الحرس الوطني 126 لحوالي 4 كيلومترات (2.5 ميل) فوق دينارا. استولى لواء الحرس الرابع على قمم بريسيدلا الاستراتيجية التي يبلغ ارتفاعها 1،831 مترا (6،007 قدما) و 1،777 مترا (5830 قدما) قمم يانكوفو بردو في 14-18 مارس وقام فوج الحرس الوطني 126 بحماية جناحه متقدما عبر مناطق حول الحدود بين كرواتيا والبوسنة والهرسك والتي كانت تخضع سابقا لسيطرة جيش جمهورية كرايينا الصربية.
حدد غوتوفينا عدة أهداف لعملية القفزة 1 وهي: الاستيلاء على مواقع أكثر ملاءمة مما يسمح بالاقتراب من المواقع التي يسيطر عليها جيش جمهورية كرايينا الصربية حول كييفو - حيث يوجد ممر جبلي استراتيجي وسيتينا غرب دينارا - حيث توجد مواقع مدفعية جيش جمهورية كرايينا الصربية - تأمين الجناح الأيسر للقوة على دينارا. منع هجمات جيش جمهورية كرايينا الصربية من هذا الاتجاه واستعادة المواقع المفقودة خلال شتاء 1994-1995. تم جدولة العملية للسماح بتقدم الجيش الكرواتي على خطوتين طول كل منهما 4 كيلومترات (2.5 ميل) على مدى يوم إلى يومين.
تمت عملية القفزة 1 في 7 أبريل 1995. قام لواء الحرس السابع للجيش الكرواتي بإعفاء لواء الحرس الرابع وتقدم لمسافة 5 كيلومترات (3.1 ميل) ودفع دفاعات جيش جمهورية صرب البوسنة على طول خط أمامي يبلغ طوله 15 كيلومترا (9.3 ميل) و الاستيلاء على ما يقرب من 75 كيلومترا مربعا (29 ميلا مربعا) من الأراضي. نقلت هذه العملية التي استغرقت يوما واحدا خط المواجهة - الذي شن منه لواء المشاة الخفيف التاسع لجيش جمهورية صرب البوسنة هجمات متقطعة خلال الأشهر الثلاثة الماضية - شمال غرب وجعل الطريق السريع في متناول يونيشتا - أحد الممرات القليلة على دينارا. كما تم تحقيق هدف ثانوي للعملية. تم تمديد الجزء البارز الذي تم إنشاؤه خلال عملية شتاء 1994 نحو بوسانسكو غراهوفو واستقر. قام فوج الحرس الداخلي 126 بحماية الجناح الأيسر لمحور تقدم لواء الحرس السابع واشترك في عدة مناوشات.

### عملية القفزة 2
كانت عملية القفزة 2 عملية مشتركة بين الجيش الكرواتي ومجلس الدفاع الكرواتي تهدف في المقام الأول إلى الاستيلاء على الممر الجبلي الرئيسي من ليفانيسكو بولي على طريق ليفنو-بوسانسكو غراهوفو والمرتفعات حول غلاموتش لمنح القوات الكرواتية مواقع جيدة يمكن من خلالها التقدم أكثر في الأراضي التي يسيطر عليها جيش جمهورية صرب البوسنة. وكان يُعتقد أن الهجوم قد يجبر جيش جمهورية صرب البوسنة على سحب بعض قواته التي كانت تهاجم جيب أوراشي منذ مايو. خطط جوتوفينا للتقدم من مرحلتين وذات شقين نحو الأهداف الرئيسية وهجوم إضافي على الأراضي التي يسيطر عليها جيش تحرير كوسوفو جنوب غرب المنطقة البارزة. في المرحلة الأولى من العملية تم تكليف القوات المهاجمة بالاستيلاء على قرية تشرني لوغ والجزء الجنوبي من الممر بينما تم التخطيط للمرحلة الثانية للاستيلاء على جبل شاتور الذي يبلغ ارتفاعه 1،872 مترا (6،142 قدما) وسلسلة جبال كرفينا زيمليا إلى الشمال تسد طريق بوسانسكو غراهوفو-غلاموتش وتجعل من الصعب إعادة إمداد غلاموتش.
أرسلت القوات الكرواتية ما يقرب من 5000 جندي بقيادة لواء الحرس الرابع للجيش الكرواتي وبدعم من لواء الحرس الكرواتي الأول والكتيبة الأولى من لواء الحرس الأول والكتيبة الثالثة من لواء الحرس الوطني 126 للجيش الكرواتي ولواء الحرس الثالث لمجلس الدفاع الكرواتي والشرطة الكرواتية البوسنية الخاصة. تتألف القوات المعارضة من حوالي 3000 جندي في ثلاثة ألوية مشاة خفيفة تابعة لفيلق كرايينا الثاني التابع لجيش جمهورية كرايينا الصربية و500 فرد من مجموعة فييوغا القتالية التابعة لجيش جمهورية صرب البوسنة والتي تم تجميعها من قبل فيلق دلماسيا الشمالية السابع التابع لجيش جمهورية صرب البوسنة. تم نشر مجموعة فييوغا القتالية مع عناصر من لواء المشاة الخفيف الأول التابع لجيش جمهورية كرايينا الصربية في منطقة الحدود بين كرواتيا والبوسنة والهرسك في دينارا. تألفت تشكيلات جيش جمهورية صرب البوسنة من لواء المشاة الخفيف الثالث والتاسع في منطقة بوسانسكو غراهوفو ولواء المشاة الخفيف الخامس في منطقة غلاموتش. تم تفكيك التعزيزات التي تم إرسالها إلى المنطقة في أعقاب عملية شتاء 94 واستخدمت لتعزيز ألوية جيش جمهورية صرب البوسنة.
بدأت عملية القفزة 2 في 4 يونيو بتقدم لواء الحرس الرابع للجيش الكرواتي. استولت قوات مجلس الدفاع الكرواتي على تشرني لوغ والممر الجبلي في طريقها إلى بوسانسكو غراهوفو الهدف الرئيسي للعملية. كان جناحها الأيسر في المنطقة الحدودية محميا من قبل الكتيبة الثالثة من فوج الحرس الوطني 126 وسرية القناص التكتيكية الملحقة بفيلق سبليت من الجيش الكرواتي. شن جيش جمهورية صرب البوسنة هجوما مضادا في 6-7 يونيو في محاولة لدحر لواء الحرس الرابع. فشلت حملة جيش جمهورية صرب البوسنة كما فشلت جهوده لاحتواء التقدم بدعم جوي قريب وصواريخ إم-87 أوركان. في 6 يونيو (نفس يوم هجوم جيش جمهورية صرب البوسنة المضاد) بدأت المرحلة الثانية من عملية القفزة 2. تقدمت الكتيبة الأولى من لواء الحرس الأول بدعم من اللواء 264 من الجيش الكرواتي للاستطلاع التخريبي وعناصر من اللواء الأول من الحرس الوطني من الجيش الكرواتي شمالا من ليفنو واستولت على الأرض المرتفعة بالقرب من غلاموتش وسد طريق بوسانسكو غراهوفو-غلاموتش بحلول 10 يونيو. لتحديد جيش جمهورية صرب البوسنة على الجانب الأيمن من الهجوم هاجم لواء الحرس الثاني لمجلس الدفاع الكرواتي مواقع جيش جمهورية صرب البوسنة على جبل جوليجا جنوب غرب غلاموتش.
أدت عمليتا القفزة 1 و 2 إلى تحسين مواقع القوات الكرواتية شرق وغرب ليفانيسكو بولي وجعلت بوسانسكو غراهوفو وغلاموتش على مسافة قريبة. أدى التقدم إلى تأمين الوادي وهدد غلاموتش وجلب طريق بوسانسكو غراهوغو-غلاموتش ووادي تشيتينا وفرليكا بولي داخل نطاق المدفعية الكرواتية. تكبدت القوات الكرواتية خسائر بلغت 4 قتلى و 15 بجروح خطيرة و 19 بجروح طفيفة خلال عمليتي القفزة الأولى والثانية.

## فيما بعد
قال غوتوفينا إنه على الرغم من التخطيط لعمليات شتاء 94 والقفزة 1 والقفزة 2 وتنفيذها كثلاث عمليات منفصلة إلا أنها تمثل عملا عسكريا موحدا. فشلت عملية الشتاء 94 ظاهريا في تحقيق هدفها الأساسي المتمثل في تخفيف الضغط على جيب بيهاتش من خلال سحب قوات جيش جمهورية صرب البوسنة وجيش جمهورية كرايينا الصربية لاحتواء الهجوم ومع ذلك كان ذلك بسبب قرار رئيس هيئة الأركان العامة لجيش جمهورية صرب البوسنة الجنرال راتكو ملاديتش وعدم وجود أخطاء في التخطيط أو التنفيذ. في مواجهة الاختيار بين الاستمرار في الهجوم على بيهاتش وعرقلة التقدم من ليفانيسكو بولي اختار جيش جمهورية صرب البوسنة عدم تحريك قواته ولكن تم الدفاع بنجاح عن بيهاتش من قبل الفيلق الخامس من جيش جمهورية البوسنة والهرسك. تم تحقيق الهدف الثانوي لعملية شتاء 94 بسهولة أكبر. اقتربت القوات الكرواتية من طريق كنين-درفار وهددت مباشرة طريق الإمداد الرئيسي بين جمهورية صرب البوسنة وعاصمة جمهورية كرايينا الصربية. عمليات القفزة 1 و 2 المبنية على إنجازات عملية شتاء 94 هددت بوسانسكو غراهوفو وخلقت ظروفا لعزل كنين في عملية صيف 95 التي نُفِّذت في الشهر التالي. كان التقدم مهما من الناحية الاستراتيجية وكان قرار ملاديتش بعدم الرد على عملية شتاء 94 بمثابة مقامرة كلفت في نهاية المطاف أراضي جمهورية صرب البوسنة الممتدة إلى يايتسي ومركونييتش غراد ودرفار وتسبب في تدمير جمهورية كرايينما الصربية مع تقدم القوات الكرواتية الذي مهد الطريق لعملية العاصفة.